# Нафтохімік (хокейний клуб)
Хокейний клуб «Нафтохімік» — хокейний клуб з м. Нижньокамська, Росія. Заснований у 1968 році. Виступає у чемпіонаті Континентальної хокейної ліги. 
Найвище досягнення у чемпіонатах країни на вищому рівні — 6-е місце (2001, 2010).
Домашні ігри команда проводить у Спортивно-культурному комплексі «Нафтохімік» (5,500). Офіційні кольори клубу синій, білий і блакитний.

## Історія
23 жовтня 1968 року наказом директора Нижньокамського нафтохімічного комбінату була організована хокейна команда «Нафтохімік».
У 1971—1979 роках — команда постійний учасник першості Татарської АРСР. У сезоні 1978—1979 років «Нафтохімік» став другим призером першості ТАРСР, володарем путівки, що дало право виступати з нового сезону в класі «В».
У 1981 році — четверте місце серед команд майстрів класу «В». У 1983 році команда посіла 2-е місце. У сезоні 1984—1985 років команда посіла 4-е місце у турнірі за вихід до класу «А», що проходив в Архангельську, і 3-є місце в наступному сезоні.
У 1989 році у безкомпромісній боротьбі «Нафтохімік» виборов путівку в клас «А». Цього разу турнір проходив у Рибінську (Ярославська область). Обидві команди тим самим завоювали право виступати з наступного сезону в чемпіонаті СРСР у класі «А» серед команд другої ліги. Старшим тренером тієї команди був Геннадій Сергєєв, граючим тренером — Володимир Сторонкін, начальником команди — Борис Селезньов.
У 1991 році на базі хокейної команди був створений хокейно-спортивний клуб «Нафтохімік». Президентом клубу був призначений Борис Селезньов. Велику підтримку в створенні клубу надав тодішній генеральний директор ВО «Нижньокамськнафтохім» Гаяз Сахапов.
У сезоні 1990—1991 років команда виступала у східній зоні другої ліги першості СРСР. У сезоні 1991—1992 років — вища ліга Першості Росії, зона «Поволжя». «Нафтохімік» пройшов у другий етап, увійшовши до п'ятірки найсильніших у своїй зоні.
У сезоні 1993—1994 років «Нафтохімік» став володарем малих срібних медалей Відкритої першості Росії. У сезоні 1994—1995 років «Нафтохімік» став переможцем відкритого чемпіонату Росії. У фінальній серії суперником команди став норильський «Заполярник». Перші дві зустрічі «Нафтохімік» зумів виграти 3:2, 5:4. У матчах-відповіді, які проходили у Норильську, суперникові вдалося виграти лише раз — 4:3. Але вже в наступній грі нижньокамці зуміли здобути перемогу — 6:5 і, таким чином рахунок у серії став 3:1.
Після того, як «Нафтохімік» став переможцем відкритого чемпіонату Росії, керівництво клубу зробило спробу увійти у Міжнаціональних хокейну лігу. Однак для цього окрім досягнень потрібна була ще й вагома матеріальна база. Коли на розширеній президентській раді Міжнаціональної хокейної ліги вирішувалося це питання, то учасників зумів переконати тодішній генеральний директор ВО «Нижньокамськнафтохім» Гаяз Сахапов. Він розповів про перспективи розвитку команди і дав гарантію, що льодовий Палац, необхідний для домашніх ігор, буде побудований у найкоротші терміни. Після його виступу «Нафтохімік» було прийнято в МХЛ.
У сезоні 1995—96 років «Нафтохімік» дебютував у чемпіонаті МХЛ.
Починаючи з 1999 року президентом хокейного клубу є генеральний директор ВАТ «Нижньокамськнафтохім» Володимир Бусигін, а в тому ж році директором клубу був призначений Равіль Шавалєєв, який на цій посаді пропрацював до вересня 2004 року.
У сезоні 2000—01 років «Нафтохімік» посів 6-е місце. У сезоні 2003—04 років команда під керівництвом заслуженого тренера Росії і Республіки Білорусь Володимира Крикунова, не маючи в своєму складі зіркових гравців, тим не менш, пробилася у плей-оф, де на 1/8 фіналу на рівних боролася з багаторазовим чемпіоном Росії «Металургом» (Магнітогорськ). У чемпіонаті 2004—05, коли в НХЛ був оголошений локаут і ряди багатьох команд російської суперліги поповнили іноземними гравці, нижньокамська команда знову зуміла пробитися до числа восьми найсильніших команд Росії.
У наступні сезони «Нафтохімік» постійно пробивається в плей-оф російського чемпіонату.
Наприкінці 2008 року команду знову очолив Володимир Крикунов, і «Нафтохімік» у сезоні 2009—10 років повторив своє майже 10-річної давності досягнення — посів 6-е місце в чемпіонаті КХЛ.
У липні 2011 року Володимир Крикунов був призначений головним тренером «Ак Барса», а керівником «Нафтохіміка» став заслужений майстер спорту, чемпіон світу 1993 року Олександр Смирнов, який до цього тривалий час працював в Норвегії, а останні два роки старшим тренером «Сєвєрсталі» (Череповець). У листопаді 2011 року Олександр Смирнов подав відставку і на посаду головного тренера призначено Володимира Голубовича.

## Тренери
- Микола Соловйов (15 січня 1995—10 жовтня 1995)
- Володимир Андрєєв (10 жовтня 1995—19 жовтня 1998)
- Олександр Соколов (19 жовтня 1998—4 квітня 1999)
- Микола Соловйов (15 квітня 1999—30 квітня 2000)
- Володимир Голубович (1 червня 2000—15 листопада 2001)
- Володимир Крикунов (31 грудня 2001—1 травня 2004)
- Всеволод Єлфимов (1 червня 2004—1 квітня 2006)
- Геннадій Сирцов (1 квітня 2006—8 лютого 2007)
- Геннадій Цигуров (2 квітня 2007—10 лютого 2008)
- Володимир Крикунов (10 лютого 2008—30 червня 2011)
- Олександр Смирнов (1 липня 2011—)

## Фарм-клуби
- «Дизель» (Пенза) — Вища хокейна ліга
- «Реактор» (Нижньокамськ) — Молодіжна хокейна ліга